# ほくほくテレビ
『ほくほくテレビ』（HOKUHOKU TV）は、2002年4月8日から2008年3月28日まで、北海道内のNHK総合テレビジョンで放送されたNHK札幌放送局制作の大型情報番組である。

## 概要
北海道では、1991年に札幌テレビ放送 (STV) が『どさんこワイド』の放送を開始して以降、他民放各社も夕方ワイド番組を編成していた。
NHK札幌放送局でも、従来から17時台にローカル番組を編成してきたが、本番組で夕方ワイド番組に本格参戦。放送時間約4時間と『どさんこワイド』を40分近く上回り、東京から目加田頼子を投入、道内各放送局からの中継をふんだんに盛り込み、放送初日には15時台を教育テレビで振り替え放送を行うなど、民放への対決意識を鮮明にさせた船出となった。
民放各社が回線費用の都合で実施していない「道内全域ステレオ音声」（2004年度から）で放送し（東京からの全国ニュースなど一部を除く）、定点中継（狸小路商店街2丁目）や、札幌市内の大型ショッピングモール「サッポロファクトリー」（金曜15時台 - 17時台）での公開生放送なども実施してきたが、「国会中継」や「高校野球中継」の際は中継終了後からの番組スタートで放送時間が短縮されるほか、「大相撲中継」の期間中は18時台のニュースのみ放送となり、実質的に放送できない期間が多いことに加え、既に高視聴率で確固たる支持を集めていたSTVとの差が埋まらないことも重なり、段階的に放送時間を縮小。2005年10月からはサッポロファクトリーの公開生放送も取りやめとなり、札幌放送局のスタジオから全国他地域同様に17時台から18時台の放送となった。
キャスター陣も、2005年度に目加田が東京アナウンス室へ戻ったことに伴い、新たに礒野佑子が加入。2006年度からは、森本健成が東京アナウンス室に戻り、代わって永井伸一がメインキャスターとなったが、礒野も2007年3月で降板し東京へ異動、新たに松村正代（盛岡より異動）が加入した。当初は18時台のみを担当し、5月1日放送分から17時台も受け持つようになった（松村が担当しなかった時期は、藤井聖子が17時台を務めた）。
2008年3月28日をもって6年間の放送を終了した。また、17時台の放送については大相撲中継、高校野球中継のため、3月7日が最終日となった。同年3月31日からの後番組は、17時台は『ゆうどきネットワーク』をネット受けし、18時台は森田美由紀・赤松俊理（旭川から異動）がキャスターを務める『まるごとニュース北海道』（18:10 - 19:00）となった。
タイトルロゴは2006年度からデザイン変更されているが、「ほくほくテレビ」と「ほくほくテレビニュース」・「ほくほくニュース845」でタイトルロゴは若干異なっている。
「ほくほくテレビニュース」・「ほくほくニュース845」のオープニングCG映像（北海道の図と札幌市の風景をイメージしたもの）とBGMはともに同じフォーマットである。「ほくほくテレビニュース」のエンディングBGMはオープニングとは若干曲調が異なる。

## コーナー
- ヘルシークッキング
- 暮らし彩り新発見（健康、美容、シェフの料理）
- はやりものウオッチャー
- 生活ホットライン
- 昔の遊び
- ほくほく川柳大賞
- おしゃれサロン
- 連続テレビ小説「すずらん」の再放送
- ぐるっと旅中継（谷地健吾、曽根優、福田光男、武田涼介、堀伸浩が担当）
- さっぽろ街角おでかけ隊（木村光江、岩尾亮）
- どーも君中継（藤井聖子）
- ほくほく物産展（金曜）
- ほくほく金曜トークブレイク（金曜）
- この人この技（金曜）
- たけしげがいく
- くらしの便利帳（木村光江）
- きたの道の駅（金曜）
- ほくほく晩ごはん
- できごとまるごと北海道
- 金曜ひろば640（金曜、2001年 - 2006年3月）

## 放送時間の推移
- 2002年4月 - 2003年9月
15:05 - 19:00
- 2003年10月 - 2005年3月
15:07 - 19:00 ※15時の全国ニュースが2分拡大されたため
- 2005年4月 - 9月
15:45 - 19:00
- 2005年10月 - 2008年3月
17:10 - 19:00

- 全期間で以下の編成状況が継続されている
  - 道内各局別ローカル枠：月 - 木曜 18:45 - 19:00、金曜18:30 - 19:00[2]
札幌局は別番組放送のため、金曜のみ18:40まで
  - 大相撲中継、高校野球全国大会期間中：18:10 - 19:00（ニュースのみ）
  - 祝日は18時台も含めて休止

## 出演者（2007年度）

### メインキャスター
- 永井伸一（2006.4 - 2008.3）
- 松村正代（2007.4 - 2008.3）

### ニュースキャスター
- 佐藤龍文（2005.4 - 2008.3）

なお、佐藤は札幌局に復帰した2014年度から2018年3月まで、『ほっとニュース北海道』のメインキャスターを務めた。

### 中継リポーター
- 髙鍬亮
- 堀伸浩
- 筒井亮太郎
- 中山準之助
- 岩尾亮（まちかどお出かけ隊のリポーター。17時台、18時台とも登場するが、18時台は札幌ローカルのみ）
- 丁子はるか
- 中西祥子
- 木村光江

そのほか道内各局のアナウンサー・キャスターが随時出演する。

### コーナーキャスター
- 藤井聖子

### 料理コーナー講師
- 小笠原登志子（火曜）
- 坂井美恵子（水曜）

### 気象キャスター
- 小川隆（気象予報士、2003.4 - ）

### 過去の主な出演者
- 目加田頼子（メインキャスター、2002.4 - 2005.3）
- 森本健成（メインキャスター、2002.4 - 2006.3）[1]
- 村上里和（ニュースキャスター、コーナーキャスター、2002.4 - ）[1]
- 沖谷昇（中継、2002.4 - 2002.6）[1]
- 清水秀一（気象予報士、2002.4 - 2003.4）[1]
- 礒野佑子（キャスター、2005.4 - 2007.3）
- 谷地健吾（旅中継）
- 曽根優（旅中継）
- 福田光男（旅中継）
- 武田涼介（旅中継）